# 竹乙女
竹 乙女（たけ の おとめ、生年不明 - 神護景雲3年2月15日（769年3月27日））は、奈良時代中期・後期の女官。孝謙天皇の乳母の1人。姓は首、のち宿禰。官位は従四位下・勲四等。氏は多気、名は弟女とも表記される。

## 出自
「竹首」は伊勢国多気郡の豪族。正史および同時代の史料には現れていないが、在地では勢力を持っていたらしく、天暦7年（953年）2月の「伊勢国近長谷寺資財帳」末尾の天徳2年（958年）12月の郡判の奥書に、大領外正六位上竹首元勝の名が見える

## 経歴
天平勝宝元年（749年）7月、孝謙天皇の即位とほぼ同時に、ほかの天皇の乳母（阿倍石井・山田比売島）とともに従五位下を授けられている。
その後、時期は不明だが、首姓から宿禰姓に改姓している。天平宝字5年（761年）6月、光明皇太后国忌御斎への伴奉の労により、従五位上に昇叙。天平神護元年（765年）正月、藤原仲麻呂の乱における論功により、従四位下・勲四等に叙せられる。
神護景雲3年（769年）2月没。孝謙（称徳）天皇の乳母の中では、比較的後の時代まで存命であった。

## 官歴
『続日本紀』による。
- 時期不詳：正六位下
- 天平勝宝元年（749年）7月3日：従五位下
- 時期不詳:宿禰賜姓
- 天平宝字5年（761年）6月26日：従五位上
- 時期不詳：正五位下
- 天平神護元年（765年）正月7日：従四位下・勲四等
- 神護景雲3年（769年）2月15日：卒去